# Лудвиг Фридрих II (Шварцбург-Рудолщат)
Лудвиг Фридрих II фон Шварцбург-Рудолщат (на немски: Ludwig Friedrich II von Schwarzburg-Rudolstadt; * 9 август 1767, Рудолщат; † 28 април 1807, Рудолщат) от фамилията Шварцбург, е от 1793 до 1807 г. управляващ княз на Шварцбург-Рудолщат.

## Биография
Той е син на княз Фридрих Карл фон Шварцбург-Рудолщат (1736 – 1793) и първата му съпруга Фридерика София фон Шварцбург-Рудолщат (1745 – 1778), дъщеря на княз Йохан Фридрих фон Шварцбург-Рудолщат.
Лудвиг Фридрих II се жени на 21 юли 1791 г. в Хомбург за Каролина фон Хесен-Хомбург (1771 – 1854), дъщеря на ландграф Фридрих V Лудвиг фон Хесен-Хомбург и съпругата му принцеса Каролина фон Хесен-Дармщат. Нейната по-малка сестра Луиза Улрика (1772 – 1854) се омъжва през 1793 г. за по-малкия му брат принц Карл Гюнтер (1771 – 1825).
Лудвиг Фридрих II е в контакт с Фридрих Шилер и Вилхелм фон Хумболт и други важни личности.
Князът умира на 39 години на 28 април 1807 г. Неговата съпруга Каролина според завещанието му е регентка до пълнолетието на синът им наследствения принц Фридрих Гюнтер до 1814 г.

## Деца
Лудвиг Фридрих II и Каролина имат децата:
- Каролина Августа (1792 – 1794)
- Фридрих Гюнтер (1793 – 1867), княз на Шварцбург-Рудолщат

∞ 1. 1816 принцеса Августа фон Анхалт-Десау (1793 – 1854)
∞ 2. 1855 (морг.) графиня Хелена фон Рейна (1835 – 1860)
∞ 3. 1861 (морг.) Лидия Мария Шултце (1840 – 1909), „графиня фон Брокенбург“ 1861
- Текла (1795 – 1861)

∞ 1817 княз Ото Виктор I фон Шьонбург-Валденбург (1785 – 1859)
- Каролина (*/† 1796)
- Алберт (1798 – 1869), княз на Шварцбург-Рудолщат

∞ 1827 принцеса Августа Луиза цу Солмс-Браунфелс (1804 – 1865)
- Бернхард (1801 – 1816)
- Рудолф (1801 – 1808).